# Barbara Uthmann
Barbara Uthmann (ur. w 1514 w Annaberg-Buchholz lub Elterlein, zm. 14 stycznia 1575 w Annaberg-Buchholz) – przedsiębiorczyni z terenu Rudaw, propagatorka koronki klockowej.

## Życiorys
Była córką Heinricha von Elterleina i jego żony Ottilie z rodziny Arnoldów, czwartym dzieckiem pary. Można przypuszczać, że opanowała czytanie, pisanie i arytmetykę, skoro jeden z jej braci uczęszczał do prywatnej szkoły arytmetycznej Adama Riesa w Annaberg-Buchholz.
Po śmierci starszego o 7 lat męża Christopha Uthmanna z Lwówka Śląskiego, za którego wyszła w wieku 15 lat, z sukcesami prowadziła biznes. W Annaberg-Buchholtz posiadała m.in. kopalnie rudy, a w okolicy tłocznie i huty. Od 1550 była właścicielką huty żelaza w Grünthal koło Olbernhau, dzięki czemu zyskała monopol na wytop miedzi w Saksonii. Wraz z synami rozwijała firmę i aangażowała się społecznie. Wprowadziła świadczenia dla pracowników: przydziały na materiały, chleb i mięso, kontynuację wypłaty wynagrodzenia w przypadku choroby, leczenia i niedziele jako dzień wolny. W 1567 sprzedała hutę żelazna elektorowi saskiemu Augustowi Wettynowi.
Poniosła porażkę w przemyśle w wyniku działań konkurencji. Musiała więc szukać innego zajęcia. W tym czasie bogacące się społeczeństwo rozwiniętego przez górnictwo miasta potrzebowało luksusowych tkanin na drogie stroje. Rozwinęła się więc produkcja i handel plecionkami oraz koronkami klockowymi, szczególnie po połowie XVI w., kiedy nastąpił kryzys górnictwa w Rudawach. Uthmann dostrzegła szansę i założyła przedsiębiorstwo tekstylne. Trudno udowodnić, że w ramach pracy chałupniczej samodzielnie wykonywała koronki klockowe, ale na pewno była aktywna jako ich producentka. Zatrudniała nawet 900 osób. Sprzedawała wyroby nawet przedstawicielom dynastii saskiej.
Uthmann prowadziła działalność do 1571. Ostatnie lata życia spędziła w domu przy Grosse Kirchgasse 10, gdzie zmarła. Została pochowana obok męża na starym cmentarzu św. Trójcy w Annaberg-Buchholtz. Firma August Eisenstuck, która wzbogaciła się na handlu koronkami klockowymi, ufundowała jej grobowiec, stworzony przez drezdeńskiego rzeźbiarza Franza Serapha Pettricha. Odsłonięto go 17 października 1834.
Ze względu na jej wielkie zasługi zaledwie 3 tygodnie po jej śmierci napisano o niej poemat.
Nie zachowały się żadne jej portrety. Wyjątkiem jest tzw. epitafium Schumanna z 1557, które przedstawia fragment miasta Annaberg-Buchholz i dużą grupę patrycjuszy. Charakter strojów, z których część wykończona jest koronką, prowadzi do wniosku, że jedną z osób może być Barbara Uthmann.
Wychowała 12 dzieci. Troje zmarło w dziecięctwie.
Stała się bohaterką legend. Według jednej z nich nauczyła się koronki klockowej od wygnanej z Brabancji kobiety. W 1680 kronikarz z Rudaw, Christian Lehmann, błędnie nazwał ją wynalazczynią koronki klockowej.

## Upamiętnienie
W dniu 10 listopada 1886 jej podobizna z brązu przygotowana przez drezdeńskiego rzeźbiarza Eduarda Roberta Henze stanęła na środku fontanny w Annaberg-Buchholz. Był to wyraz uznania dla Uthmann, uważanej za inicjatorkę drugiego (po wydobyciu srebra) boomu przemysłowego w historii Rudaw. W drugiej połowie lat 30. XX w. zginęło dziecko bawiące się na brzegu fontanny. Z basenu usunięto wodę, wypełniono go ziemią i obsadzono kwiatami. W 1942 figurę przetopiono na broń. W dniu 12 listopada 1998, po przeprowadzeniu dwóch głosowań, zdecydowano o ponownym wzniesieniu pomnika Barbary Uthmann. Po 10 latach zbiórki publicznej, 2 października 2002, na rynku w Annaberg-Buchholz odsłonięto replikę pomnika. Rodzina Uthmannów urządziła zjazd rodzinny w Annaberg-Buchholz.
W 2002 w Muzeum Adama Riesa otwarto wystawę o życiu Barbary Uthmann.
W późnogotyckim kościele św. Anny w Annaberg-Buchholz w latach 1883–1896 powstał witraż u pamięci Barbary Uthmann. W jednym z okien widoczna jest kobieta stojącą obok koronki klockowej. Witraż został zaprojektowany przez A. Wintersteina na podstawie pomnika na fontannie.
Naprzeciw kościoła znajduje się Muzeum Rudaw, które przechowuje drewniane popiersie Barbary Uthmann wykonane w 1932 przez rzeźbiarza Paula Schneidera.
Pomnik Barbary Uthmann stoi na rynku w Elterlein. W mieście istnieje ulica jej imienia.
W 2003 planetoida 1998 CA, odkryta 1 lutego 1998, została nazwana na cześć Barbary Uthmann. Nosi nazwę Uthmann (312231) i krąży między Marsem a Jowiszem.
W 2014 zorganizowano obchody 500-lecia urodziny Barbary Uthmann. Przygotowano całoroczny program uroczystości rocznicowych. W końcu sierpnia w Annaberg-Buchholz odbyły się centralne trzydniowe obchody. Świętowano na terenie całych Rudaw, i po stronie niemieckiej, i po stronie czeskiej. Celem było pogłębienie współpracy pomiędzy miastami partnerskimi Annaberg-Buchholz i Chomutov w celu zachowania wspólnego dziedzictwa kulturowego. Zorganizowano konferencję dla przedsiębiorców, wystawy stałe i czasowe o bohaterce i gospodarce regionu, zaprezentowane w Muzeum Rudaw, spotkania nt. historii regionu i koronki klockowej, pokazy pracy osób wykonujących koronki klockowe, rekonstrukcje historyczne, koncerty i festyn rodzinny.
W 2020 rodzinny dom Barbary Uthmann w Elterlein planowano przebudować na społeczno-kulturalne centrum rękodzieła.